# 毎日放送のアナウンサー一覧
- 毎日放送 > 毎日放送のアナウンサー一覧
- MBSラジオ > 毎日放送のアナウンサー一覧

毎日放送のアナウンサー一覧（まいにちほうそうのアナウンサーいちらん）は、毎日放送総合編成局のアナウンスセンターに所属するアナウンサーおよび、過去に同局でアナウンサーとして活動した人物の一覧である。

## 現職アナウンサー
入社年順に表記。下記の「シニアスタッフ」とは、毎日放送グループの定年（60歳）に達するまでアナウンサーとして正社員扱いで勤務した後に、定年の翌月以降も1年更新制（最長で5年間）の専属契約を結んだうえで、放送などの対外活動に「毎日放送（MBS）アナウンサー」の肩書を引き続き使用している総合編成局アナウンスセンター所属の嘱託社員を指す。

### 男性
- 1985年 森本栄浩（2021年11月から「シニアスタッフ」へ移行）
- 1989年 来栖正之（2024年6月から「シニアスタッフ」へ移行。正社員時代の2014年頃から、ラジオの競馬中継でプロデューサーやディレクターを兼務している）
- 1991年 亀井希生
- 1992年 上泉雄一（企画担当部長）
- 1994年 西靖（アナウンスセンター長、相愛大学客員教授）
- 1997年 近藤亨（デスク業務も担当）
- 1999年 河田直也
- 2000年 上田崇順
- 2001年 山中真
- 2003年 井上雅雄
- 2007年 河本光正（毎日放送の男性アナウンサーでは初めて、2024年3月に気象予報士の資格を取得）
- 2008年 大吉洋平（2025年8月末で退職予定）
- 2009年 金山泉（中京テレビ放送から2009年2月に移籍）
- 2011年 福島暢啓（一般職での採用を経て新人研修後に配属）
- 2018年 三ツ廣政輝
- 2020年 川地洋平
- 2021年 大村浩士、中野広大

### 女性
- 1987年 関岡香（一般職での採用を経て、新人研修後に配属。元・アナウンス部長で、2024年4月の正社員定年を経て、毎日放送の現職女性アナウンサーでは初めての「シニアスタッフ」に翌5月から移行）
- 1992年 武川智美
- 1993年 古川圭子（毎日放送の局内に設けられている「放送用語委員会」の委員長）、松井愛
- 1999年 松川浩子
- 2000年 上田悦子（デスク業務も担当）、西村麻子（一般職での採用を経て新人研修後に配属）
- 2005年 松本麻衣子
- 2015年 玉巻映美、藤林温子（主事）
- 2019年 清水麻椰
- 2020年 山崎香佳
- 2021年 前田春香
- 2022年 海渡未来
- 2024年 河西美帆
- 2025年 上田芹莉

## 現職以外のアナウンサー経験者
- ◎：新日本放送の開局を機に「第1期アナウンサー」として1951年に入社
- ○：アナウンサー室長・アナウンスセンター長を歴任
- ▲：在職中にスポーツアナウンサーとして活動[1]
- ■：TTB所属の契約アナウンサーとして在職
- ※：アナウンサーとして入社後にアナウンサー室（アナウンスセンター）以外の部署へ異動[2]
- ●：故人
  - 異動先の部署については、特記しない限り、ラジオ放送事業の分社化（2021年4月1日）以前の名称で記載。

### 男性
- 海野春樹◎
- 梅沢二三男◎▲（1952年にMBSラジオ初の競馬中継である「日本ダービー中継」で実況を担当）
- 江本三千年◎●（1953年の日本テレビ開局を機に同局へ移籍）
- 河相誠一郎◎
- 古瀬賢徳◎○●（NHKから移籍。退職後に仏門へ入るとともに、「古瀬日宇」という名で妙満寺第302世貫首などを歴任[3]）
- 繁村純孝◎（大阪テレビ放送第1期のアナウンサー8人の内の1人として出向した後に、毎日放送へ復帰）
- 杉本隆平◎▲（MBSラジオで野球中継の初代実況や『近鉄パールクイズ』の司会などを担当した後に、フリーアナウンサーへ転身）
- 本荘貫一◎
- 松田武晴◎
- 皆川資雄◎（新日本放送のラジオ本放送開始後最初のニュースを担当）
- 吉弘七郎◎
- 吉岡喜久男◎
- 山根曻◎
- 渡邊清◎
- 1952年
  - 岩佐一穂
  - 宇野省也
  - 多仁治
  - 中谷常善※
  - 矢部貢
- 1953年
  - 海野光雄※
  - 小林正史※（退職後は作詞家・大阪芸術大学芸術学部放送学科教授）
- 1954年
  - 香西正重▲（NHKから移籍）
  - 小池清※▲○●（1984年の異動後に秘書室長・報道局解説委員長・社長室長、1993年の定年退職後にMBS企画代表取締役社長などを歴任。その後は2011年まで、フリーアナウンサーとしてMBSテレビ『ちちんぷいぷい』のナレーターを務めた。アナログ停波の挨拶を務めた翌年の2012年に死去）
  - 高木（佐々木）良三※▲（MBSテレビ・ラジオで競馬中継レギュラー放送の初代実況を担当）
  - 藤本永治○●（1993年の定年退職後も、2018年に永眠するまで、MBSラジオの番組へゲストで随時出演）
  - 森本宏
- 1955年
  - 井上光央▲（1994年定年退職。現在は講演活動を中心に活動）
  - 宇多光雄※（報道局へ異動後に、毎日放送ニューヨーク支局へ赴任）
  - 中西安※（後にラジオ局や報道局へ異動。MBSラジオ『MBSイブニングレーダー』でニュースキャスターを担当）
- 1956年
  - 太田亀雄
  - 馬場雅夫●（1958年のNETテレビ→テレビ朝日設立を機に同局へ移籍）
- 1957年
  - 青木克博
  - 金子勝彦▲●（1964年の東京12チャンネル開局を機に同局へ移籍。1994年の定年退職後はフリーのスポーツアナウンサー。2023年8月に死去）
  - 二木正之※
- 1958年
  - 岩崎光平※（異動後にBBCの日本語放送へ出向）
  - 高村昭（在職中にNETテレビ系列全国ネットのテレビ番組『ランデブークイズ・ペアでハッスル』の司会を務めたほか、1982年10月から3年間BBCの日本語放送へ出向。定年退職後は、アナウンスアカデミー大阪や早稲田セミナー梅田校・京都校の講師に転身）
  - 高梨欣也○（在職中に毎日放送ニューヨーク支局へ2年間赴任。1995年の定年後は、2年間の嘱託契約を経て、大阪芸術大学芸術学部放送学科の教授に就任）
- 1959年
  - 小林昌彦
- 1960年
  - 太田兼三郎※
  - 前田治郎※●（商社からの中途採用で入社した後に、プロデューサー職への異動を経て、1963年2月から毎日放送ニューヨーク支局に特派員として赴任した。赴任中の同年11月に、日本初のテレビ衛星中継映像へのナレーションを通じてケネディ大統領暗殺事件をリポート。国際室長を最後に退職してから、神戸学院女子短期大学の教授を務めた。2014年3月12日に死去）
- 1961年
  - 広瀬允昭※▲
  - 三宅定雄▲●（1988年の退職後も、飲食店の経営を経て、フリーアナウンサーとしてプロ野球・競艇の実況を一時担当。2021年に死去）
- 1962年
  - 高井智彦※（アナウンサー時代にはMBSテレビ『大阪株式市況』のキャスターなどを務めたほか、『皇室アルバム』で長年にわたってナレーターを担当）
- 1964年
  - 岩崎宏※（異動後は、毎日放送ニューヨーク支局・JNNマニラ支局の支局長を歴任したほか、「1万人の第九」や劇団四季の大阪公演などに参画。定年退職後は映画「0からの風」の上映実行委員長を務めるかたわら、同作品に出演[4]）
  - 小山紀一※（異動後も『映像』などのドキュメンタリー番組でナレーターを担当）
  - 斎藤市郎
  - 宮川恭一※
  - 山本善一※
- 1965年
  - 阪本時彦○●（2002年の定年退職を機に、J:COM 吹田の営業部長へ転身。フリーアナウンサーとしても活動していたが、2020年に死去）
- 1966年
  - 斎藤努※▲○（在職中に『おはよう720』→『おはよう700』のリポーター担当として、TBSへ出向。1991年の異動後にテレビ制作専任局長などを歴任したが、アナウンサー室長として一時同室へ復帰。2002年の退職後は、羽衣国際大学産業社会学部教授・副学長を経て、2012年4月から名誉教授・株式会社ウィズ代表取締役社長）
  - 水谷勝海※▲（在職中に一時スポーツ局へ異動。2003年の定年退職を機に、GAORAのチーフアナウンサーとして実況に復帰した。現在は毎日文化センター梅田校講師）
- 1968年
  - 青木和雄（2005年の定年退職後、毎日放送専属パーソナリティを経てフリーアナウンサーに転身）
  - 板倉俊彦※▲●（2006年の定年退職後に、社団法人デジタルラジオ推進協会大阪事務所事務局長を歴任。2018年に死去）
  - 角淳一（2004年の定年退職後は、毎日放送専属パーソナリティを経てフリーアナウンサーに転身。『ちちんぷいぷい』初代パーソナリティで、勇退後も2019年3月までMBSテレビ・ラジオの番組にレギュラー出演）
- 1969年
  - 緒方憲吾※▲（2007年に定年退職後は、フリーアナウンサーとして活動）
  - 蜂谷薫▲（2005年に定年退職。現在は競艇中継の実況を担当）
- 1970年
  - 池口和雄※（後に報道局長や関連会社・GAORAの常勤監査役などを歴任。現在は堺市情報公開審査会会長）
  - 春日貴▲（現在はミリカスポーツ振興社長）
  - 松井昭憲※（1992年に広報部へ異動したが、後にアナウンス室へ復帰。2006年の定年退職後も、2009年7月まで、MBSラジオの専属パーソナリティとして月 - 木曜日昼帯の『MBSニュース』のキャスターを担当）
- 1971年
  - 近藤光史※（1992年の退職後は、タヒチでの会社経営を経て、昭和プロダクション所属のフリーアナウンサーとしてMBSラジオの『こんちわコンちゃんお昼ですょ!』などでメインパーソナリティを担当）
  - 野村啓司○●（2008年の定年退職後は、専属パーソナリティを経て、2013年10月からフリーアナウンサーへ転身。専属パーソナリティ時代から、MBSラジオで複数の冠番組を担当していた。後年は体調不良に見舞われながらも、同局の収録番組である『人生という宝物』に2024年3月3日放送分まで出演していたが、同月12日に75歳で死去[5]）
  - 平松邦夫※▲（異動後に毎日放送ニューヨーク支局長などを歴任したが、2007年大阪市長選挙への出馬を機に退職。この選挙で当選したことを機にに、2011年まで第18代大阪市長を務めた）
- 1973年
  - 城野昭※▲（テレビ西日本から移籍。2004年の定年退職後も、2010年までGAORA専属のスポーツアナウンサーとして活動）
  - 三好俊行※（2009年に定年退職）
- 1975年
  - 伊東正治※▲（アナウンサー時代の1989年4月から2年間、BBCの日本語放送へ出向した後にラジオ制作部へ異動。2011年の定年後は、嘱託契約のシニアスタッフを経て、フリーのプロデューサー・パーソナリティとして2021年4月3日までMBSラジオの番組へ出演していた）
  - 結城哲郎※▲○（スポーツアナウンサーとして2011年からGAORAへ出向。2017年3月の定年退職後もフリーアナウンサーとして活動）
- 1978年
  - 増田一樹※（1995年に異動したが、2003年から2008年までデスク専任で再びアナウンス室に在籍。現在はコンプライアンス室に勤務）
- 1980年
  - 鎌田正明※（1985年に記者として報道局へ異動したが、実母の介護を理由に2006年退職した。退職後は、体験取材に基づく著述活動を主に展開。2015年以降は、「中沢彰吾」という名義で活動している）
  - 美藤啓文（2016年9月30日の定年後も、嘱託扱いの「シニアスタッフ」として、2021年9月30日までラジオ制作センターに在籍しながら競馬・選抜高等学校野球大会中継の実況を担当）
- 1981年
  - 赤木誠▲（2018年10月31日の正社員定年後も、「シニアスタッフ」として2023年10月31日まで在籍。入社3年目の1983年から、プロ野球・高校野球・ラグビーを中心に、スポーツ中継で40年近くにわたって実況を担当していた。「シニアスタッフ」の任期満了に伴う退社を機に野球実況から引退した一方で、退社後もMBSラジオの野球関連番組へ随時出演)
- 1982年
  - 金指誠※▲（2000年に異動した後に、ラジオ局制作部でディレクターやプロデューサーを歴任）
- 1983年
  - 柏木宏之（本名は「柏木宏」で、「柏木宏之」は正社員として入社当初からのマイクネーム。正社員として2018年2月28日に60歳の定年を迎えてからも、「シニアスタッフ」のアナウンサーとして5年間勤務していた。正社員時代に職務と並行しながら奈良大学で文化財歴史学の学芸員資格を取得したことから、「シニアスタッフ」としての嘱託契約期間の満了によって2023年2月28日付で退社したことを機に、「歴史ナビゲーター」との肩書を掲げながらフリーアナウンサーとして活動。2024年3月以降は、『人生という宝物』のパーソナリティを野村から引き継いでいる）
  - 長井展光※（1987年に記者として報道局へ異動後に、マニラ支局長・メディア開発局専任部長を経て役員室へ勤務。経営戦略室エグゼクティブを兼務した後に、2019年4月の定年を経て、2024年4月まで「シニアスタッフ」として役員室→経営戦略局に在籍していた）
- 1985年
  - 子守康範（1999年の退職直後に、映像制作会社の アンテリジャン を設立。退社後は、同社の代表取締役社長を務めながら、フリーアナウンサーとして2008年3月から2021年10月までMBSラジオの『子守康範 朝からてんコモリ!』でメインパーソナリティを担当）
- 1986年
  - 今野秀隆※●（異動後にテレビ制作局でプロデューサーなどを歴任）
  - 鶴本康彦※（後に報道局やコンプライアンス室[6] へ異動。後に、東京支社制作室の番組アドバイザーとして『情熱大陸』『日曜日の初耳学』などを担当していた）
- 1988年
  - 加藤康裕※○（2011年7月から2017年6月までは、アナウンスセンター長を兼務。2017年7月から2018年6月まで事業局でコマース事業部長を務めた後に、2018年7月からアナウンサー室へ復帰したが、2019年4月で早期定年退職。退職後の2020年にティプラムアナウンススクールを設立するとともに、報道局の気象情報業務を担う南気象予報士事務所へ所属。その一方で広報担当に移動後、テレビアニメ『機動戦士ガンダム 水星の魔女』の広報業務や劇場アニメ『機動戦士ガンダムSEED FREEDOM』の宣伝協力に携わっている）
- 1989年 
  - 馬野雅行※（総合編成局アナウンサー担当局長で前・アナウンスセンター長、2025年3月に退職、退職後はニッポン放送ショウアップナイターの実況を担当）
- 1990年
  - 千葉猛※（1996年7月からラジオ報道部やテレビ制作部へ異動した後に、2005年4月からアナウンサー室へ復帰。復帰後は、ラジオ報道部制作の番組で数々の表彰を受けるかたわら、「日本の放送局の現役アナウンサーでは最も多い」とされる60以上の資格・免許を取得していた。2020年8月からは、報道局クロスメディア部でインターネット向けのニュース関連の業務に従事しながら、アナウンサー時代からパーソナリティを務めている『ネットワーク1・17』に翌9月まで出演。2021年4月以降も、報道情報局の報道業務部で勤務を続けている）
- 1991年
  - 田丸一男（NHKからスポーツアナウンサーとして移籍したが、『VOICE』の放送開始を機にニュースナレーターへ転じたほか、災害報道体制の構築、アナウンサー室主催の朗読イベント、ガン検診の受診啓発活動などに尽力した。アナウンサー室のマネジャーを経て、2020年9月に定年退職。退職後は、フリーランスのナレーターを経て、2021年4月からオフィスキイワードへ所属）
- 1994年
  - 三澤肇※（『VOICE』の初代メインキャスターで、2002年に報道局へ異動後、『筑紫哲也 NEWS23』のキャスターとしてTBSへ出向。毎日放送への復帰後は、報道局大阪府庁キャップ・JNNベルリン支局長・報道局ニュースセンターのデスクを経て、2016年4月から2023年6月まで東京支社駐在の解説委員として『ちちんぷいぷい』『ミント!』『よんチャンTV』でニュース解説を担当した。2023年7月から、MBSメディアホールディングスに総務部長として出向）
- 1996年
  - 大月勇※（2010年7月からラジオ営業部、2017年7月からラジオ局制作センターへ異動。株式会社MBSラジオの本格的な稼働開始後に、毎日放送ラジオ局制作センターの機能を継承した「コンテンツデザイン局」内のプロデュースセンター長へ就任した。その一方で、ラジオ営業部員時代から、「ビッグムーン大月」という名義でMBSテレビ・ラジオの通信販売番組・コーナーへ随時出演）
- 1997年
  - 大八木友之※▲（2009年から報道局ニュースセンターの記者→デスク→大阪府政キャップ、2005年10月から2014年3月までMBSテレビ『VOICE』のメインキャスター、2017年10月から2021年3月までJNNパリ支局長を歴任。本社への帰任を経て、2023年7月から報道情報局の解説委員として東京支社の報道部へ赴任している）
- 2001年
  - 仙田和吉▲（RFラジオ日本から移籍。同局時代に続いて、競馬・野球中継を中心に、スポーツアナウンサーとして活躍した。競馬中継では民放局のアナウンサーで数少ない10場全場での実況も経験していたが、テレビ・ラジオ兼営体制での最終日に当たる2021年3月31日付で早期退職[7]）
- 2006年
  - 伊藤広▲（2008年7月から東京支社ラジオ営業部員を経て、本社テレビ制作部のディレクターとして『ちちんぷいぷい』『ミント!』などの番組を担当）
- 2007年
  - 鈴木健太※（2017年7月から東京支社のPR部を経て、同支社のコンテンツビジネス部へ異動）
- 2011年
  - 福本晋悟※（東海ラジオから移籍した後に、主に災害・防災関連の報道へ従事。アナウンサー時代の2017年4月から阪神・淡路大震災記念 人と防災未来センターの特別研究調査員、2022年4月から神戸学院大学現代社会学部の非常勤講師を兼務しているほか、災害報道の研究で社会安全学修士の学位や数々の表彰を受けている。2022年7月1日付で、総合編成局内のアナウンスセンターからマーケティング・PR部に異動。2023年7月以降は、報道情報局の記者として活動している）
- 2015年
  - 森本尚太（アナウンサー時代の2022年4月に、日本将棋連盟関西本部所属の女流棋士・室田伊緒と結婚した。同年8月1日付で報道情報局の記者職へ異動する旨の打診を受けていたが、有給休暇の消化を経て翌9月16日付で退社した後に、2024年の司法試験に合格[8]）

### 女性
- 新井洋子◎（現姓：紺野）
- 伊藤かをる◎（現姓：佐伯）
- 坂本登志子◎●（NHKから移籍し、新日本放送ラジオ本放送第一声のアナウンスを担当。1980年の定年退職後は、大阪芸術大学芸術学部放送学科の教授を歴任。2015年に死去）
- 1952年
  - 岡本郁代
  - 塩田信子
- 1953年
  - 明石光子
- 1954年
  - 岡田美智子
- 1955年
  - 安良淑
- 1956年
  - 坂元毬子
  - 塩川美枝
  - 中村摩耶子※
- 1957年
  - 長田淑子（『アップダウンクイズ』の2代目出題者）
  - 二木洋子
- 1958年
  - 石田美紀
  - 北島英子※
  - 紺野馨代
  - 鈴木延枝
  - 野沢秋子
  - 吉田彌生
- 1959年
  - 村上多美子
  - 山岸幸子
- 1960年
  - 佐藤昌子
  - 田井員子
- 1961年
  - 小林優子（元フジテレビアナウンサー・小林大輔の妻）
  - 柳原百代（現姓・水谷。娘は文化放送アナウンサーの水谷加奈）
- 1962年
  - 井上知津子
  - 岡本純江※
  - 鶴見寿子
- 1964年
  - 小堀豊子※（2001年の定年退職後は、2012年3月まで大阪芸術大学芸術学部放送学科で教授を歴任）
  - 高橋明子
- 1965年
  - 阿部洋子（現姓・志風）
  - 吉田智子●（2002年の定年退職後に個人事務所「吉田智子事務所」を設立。フリーアナウンサーとして朗読などで活動するかたわら、大阪芸術大学短期大学部広報学科の教授に就任、2009年に死去）
- 1966年
  - 伊藤美代子
  - 鈴木佳代子
- 1968年
  - 川上小夜子
  - 永井玲子
- 1969年
  - 石黒静
- 1970年
  - 市毛毬子■（MBSテレビ『アップダウンクイズ』の3代目出題者）
  - 倉沢雅子■
  - 津田英子■
  - 服部光代■
- 1971年
  - 佐々木美絵■（後に正社員として採用。斎藤努との結婚・退職後は、フリーアナウンサーとして昭和プロダクションに所属するとともに、2012年から羽衣国際大学の教授へ就任）
  - 田中美紀■
- 1973年
  - 佐藤良子■（MBSラジオ『MBSヤングタウン』で長年にわたって谷村新司・ばんばひろふみのパートナーを担当。1983年に契約期間を満了してからは、2013年4月から1年間『嘉門達夫のどんなんやねん!』にアシスタントとして出演していた）
- 1977年
  - 古沢久美子■（テレビ熊本アナウンサーから転身。契約満了後はフリーアナウンサーとして活動するかたわら、アドバンス朗読教室で講師を担当[9]）
- 1980年
  - 河本俊美■（美藤啓文の妻で、契約満了後はフリーアナウンサーとしてセイに所属。現在は契約扱いでFM802報道センターのアナウンサー[10]）
- 1981年
  - 水野晶子■（1991年4月から正社員に採用された後に、2018年12月31日付の定年退職までアナウンサーとして勤務。退職後も、フリーアナウンサーとしてMBSラジオの番組へ引き続き出演）
- 1983年
  - 平山真理■
  - 森口かすみ■（読売テレビアナウンサー・牧野誠三との結婚を機に1986年退職）
  - 茂木栗子■（JNNマニラ支局へ特派員として出向していた毎日放送記者との結婚を機に1991年退職）
- 1984年
  - 八島洋子（中部日本放送から移籍。『MBSヤングタウン』で共演したCHAGE and ASKA・飛鳥涼との結婚を機に退職）
- 1987年
  - 三上智恵（1995年の琉球朝日放送開局を機に同局へ移籍。2014年3月に退社するまで、報道部でアナウンサーとディレクターを兼務した。現在は映画監督）
- 1988年
  - 岩城潤子※（2000年に異動。2020年6月からアナウンサー室長を務める小林亮とアナウンサー時代に結婚）
- 1990年
  - 石田敦子※（2003年から東京支社テレビ編成部で同支社制作・TBS系全国ネットのテレビ番組のプロデュース・編成業務へ携わった後に、2017年の人事異動で東京支社報道部の記者へ転身。ただし、アナウンサー職からの異動後も、不定期でドキュメンタリー番組のナレーターを担当している。2017年10月から2019年3月まで、アナウンサー時代にリポーターやアシスタントを務めた『ちちんぷいぷい』へ再びレギュラー出演）
  - 高井美紀●（在職中は『MBSナウ』『VOICE』のキャスター、『皇室アルバム』のナレーター、全国ネットで放送された『知っとこ!』のアシスタント、『住人十色』のナビゲーターを長らく務めていた。アナウンサー室の副部長を経て、総合編成局のアナウンスセンターにチーフアナウンサーとして在職中の2023年1月25日に55歳で急逝）
- 1997年
  - 北澤咲弥花（2000年の退職後に医師へ転身。転身後の2019年に、毎日放送が主催する「ちゃやまちキャンサーフォーラム」のトークセッションに出演した）
  - 中村香奈※（毎日放送のアナウンサーから初めて、在職中に気象予報士の資格を取得した。2005年の異動・退社を経てフリーアナウンサーに転身）
- 2001年
  - 小野陶子（2006年に退職）
  - 八木早希（2011年4月からフリーアナウンサーに転身。2014年3月まで三桂に所属した後に独立）
- 2006年
  - 前田阿希子（ドバイへの移住を兼ねた結婚を機に2017年9月で退職）
- 2007年
  - 吉竹史（2014年1月で退社した後に、セント・フォース所属のフリーアナウンサーへ転身）
- 2008年
  - 斎藤裕美※（2013年7月からラジオ営業部へ異動した後に退社。ただし、異動後もMBSラジオのスポットCMの一部でアナウンスを担当していた。退社後はフリーアナウンサーとして活動。実妹は朝日放送テレビアナウンサーの斎藤真美で、自身のフリー転身後に、真美がメインキャスターを務める『おはようコールABC』でニュースキャスターとしてレギュラーで共演していた）
- 2013年
  - 豊崎由里絵（在職中は『ちちんぷいぷい』『痛快!明石家電視台』『プレバト!!』でアシスタントを担当。2017年の結婚・2019年1月の第1子出産を経て、2019年4月から半年間『ミント!』の初代アシスタントを務めた。2019年10月の退社を経て、2020年2月からアミューズに所属。育児や第2子出産の準備と並行しながら、フリーアナウンサーとして2021年3月まで『ミント!』のナレーターを担当した後に、第2子出産後の2022年12月から2023年3月までMBSラジオの『PEACE with Love』に出演していた）
- 2018年
  - 辻沙穂里（2025年6月に退職。夫はプロ野球選手（中日ドラゴンズ内野手）の山本泰寛）
- 2019年
  - 野嶋紗己子（在職中に『ミント!』『よんチャンTV』のサブキャスターを担当したほか、毎日放送のアナウンサーとしては最も早く、入社2年目の2020年から「1万人の第九」の司会を任されていた。2023年12月で退社して[11]からは、元・TBSテレビアナウンサーの国山ハセンが在籍している映像制作会社「PIVOT」に「MC兼コンテンツプランナー」という肩書で参画）
- 桜井良子
- 寺田佳永●
- 宮川ヒロミ（退職後の1970年代後半からフリーアナウンサーとして、日本テレビ・読売テレビ『THEワイド』などのリポーターを担当）
- 山添洋子

## 関連人物

### アナウンサー室長
- 小林亮（2020年6月18日 - [12] 、妻は毎日放送の社員で元・アナウンサーの岩城潤子）
  - 2021年4月1日付で肩書を「総合編成局アナウンサー担当局長」に変更[13]

## 備考
ラジオ放送事業の分社化（2021年4月1日）までは、ラジオ制作センター所属（当時）の「シニアスタッフ」であった美藤啓文を除く現職アナウンサー全員がアナウンサー室に所属。分社化後もアナウンサー関連の部署は毎日放送に残ったものの、同日付の組織改編を機に、新設の「総合編成局」へ組み込まれた（改編後の部署名は「総合編成局アナウンスセンター」）。その一方で、同日以降に「株式会社MBSラジオ」が制作・放送する番組にも「MBSアナウンサー」として出演。